# Cadolzburg
Cadolzburg (dříve také Kadolzburg; ve franckem dialektu „Sporch“ nebo „Kalsch-buach) je obec, trhová ves v zemském okrese Fürth, v bavorském vládním obvodu Střední Franky v Německu. Leží asi 10 lm západně od Fürthu. Název hradu byl poprvé zmíněn v roce 1157, dal místu název a dosud stojí v centru obce.

## Administrativní uspořádání
Obec sestává ze šestnácti sídel. Jsou to: Cadolzburg (hlavní část,včetně samoty Fallmeister, sídlo obecního úřadu), Ballersdorf (dvůr); Deberndorf (ves); Egersdorf (ves), Gonnersdorf (ves), Greimersdorf (ves), Pleikershof (statek), Roßendorf (ves), Rütteldorf (ves), Schwadermühle (samota), Seckendorf (ves), Steinbach (ves), Vogtsreichenbach (ves), Wachendorf (ves), Waldhaus (samota), Zautendorf (farní dvůr).

## Historie

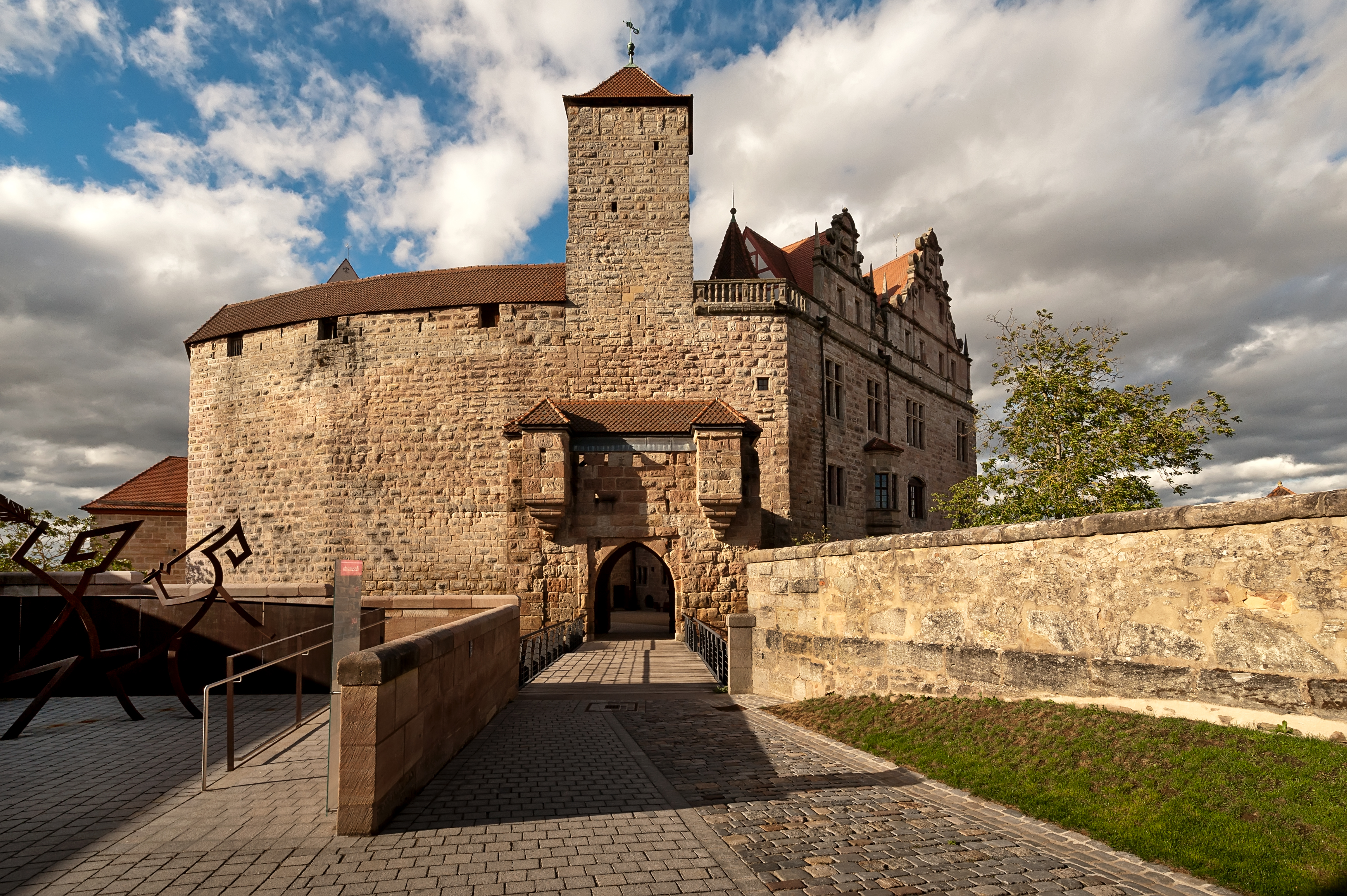
Hrad Cadolsburg, zadní brána z parku

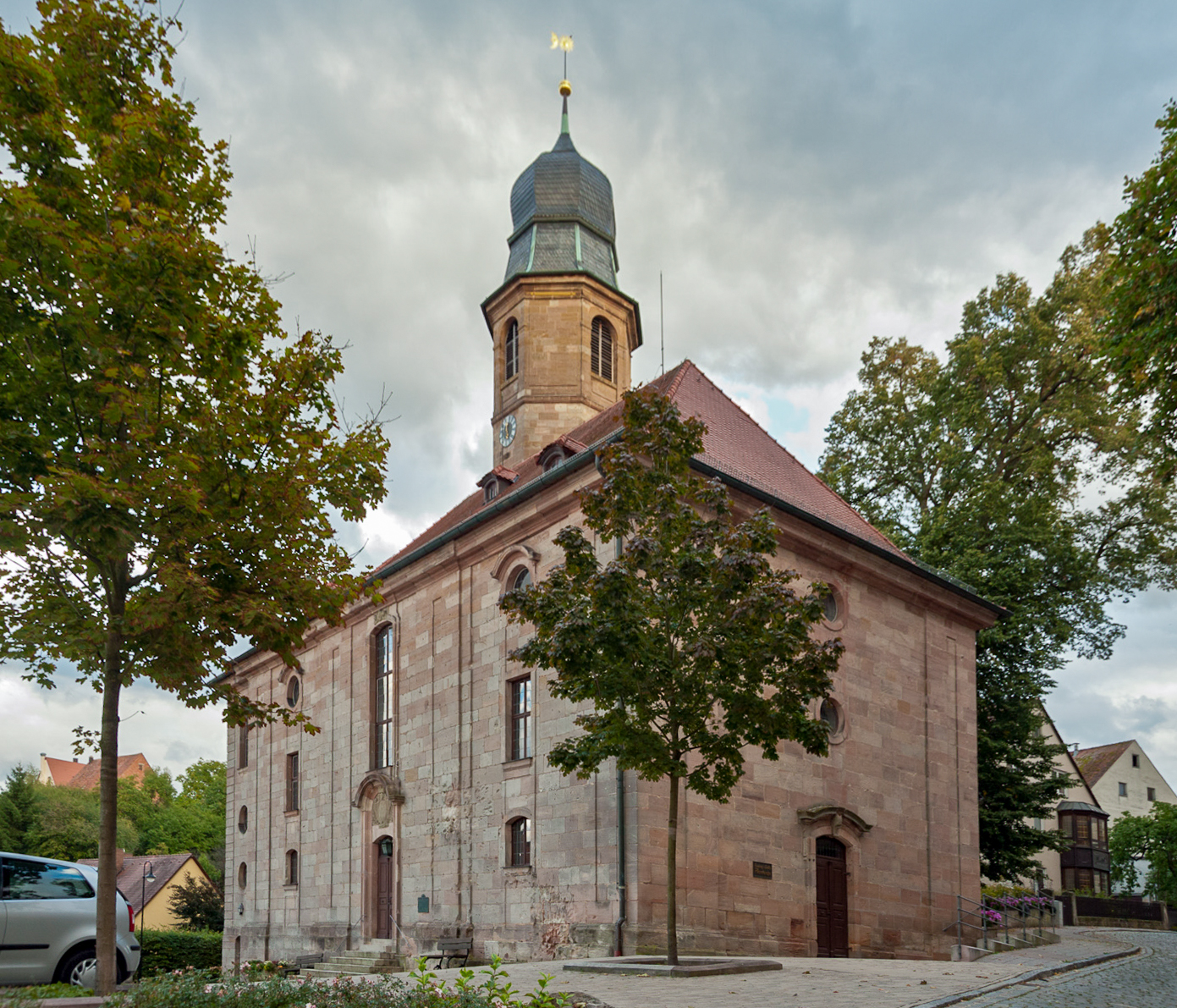
Evangelický luteránský farní kostel sv. Cecílie

Místo je poprvé zmíněno v listině z roku 1157, jíž fojt „Helmericus de Kadoldesburc“ odsouhlasil směnu zboží mezi diecézí Würzburg a klášterem Heilsbronn. Název místa lze vysvětlit jako Kadoldův hrad. Pokud se vztahuje k hraběti Kadoldovi, který kolem roku 793 založil klášter Herrieden, pak by jeho raně středověké opevnění pocházelo již ze druhé poloviny 8. století. Pravděpodobněji vzešel až z alodiální vlády Abenbergů na počátku 11. století. Z tohoto raného období se však nic nedochovalo. Nejstarší dochované části hradu byly postaveny kolem roku 1250 za vlády Hohenzollernů, norimberského purkrabího Konráda I. a jeho syna Fridricha III., kteří Cadolzburg rozšířili. V roce 1397 byla Fridrichovi I. (VI.) přidělena „podhorská“ půda s cadolzburským sídlem. O 20 let později získal braniborské voliče a od roku 1871 se stal předkem pruských králů a německých císařů. Za jeho syna Albrechta Achilla Braniborského se Cadolzburg stal venkovským loveckým sídlem. Od roku 1443 byl obestavěn palisádovou hradbou. Tu zničil žhářský útok, proto byla během první markraběcí války po roce 1449 obrana rozšířena mezi vstupní branou věže a hradem o hradbu oválného půdorysu z kamenných bloků, s četnými baštami. Součástí knížectví Ansbach byl Cadolzburg v letech 1500–1806 do franckého císařského okresu.
Hrad Cadolsburg byl poprvé zmíněn v roce 1157, dal místu název a dosud stojí v centru obce.
Na vnější bráně jsou tesané erbovní štíty: svatební alianční štít Johanna Alchymisty, syna Fridricha I. zn Hohenzollernu a Barbory ze Sachsen-Wittenberg
Ve třicetileté válce bylo město vydrancováno na podzim roku 1631. Ke konci 18. století měl Cadolzburg kolem 120 nemovitostí. Braniborsko-Ansbašský vyšší úřad měl v Cadolzburgu vrchní soud a obecní úřad. Z průmyslových podniků již fungoval pivovar a cihelna.
V roce 1806 cadolzburg přešel pod Bavorské království. od roku 1862 byl Cadolzburg podřízen okresnímu úřadu Fürth. V roce 1894 byla obec připojena k železniční trati a postaveno nádraží.
V období 1936-duben 1945 vlastnil cadolzburský statek Pleikershof nacistický gauleiter Julius Streicher, který byl pak odsouzen k smrti a popraven. Od července 1945 tam žili ukrajinští a ruští zemědělští vědci, kteří museli usedlost uvolnit pro vysídlené Židy. Od prosince 1945 do přelomu let let 1948/49 byl na statku tábor a kibuc Nili pro mladé Židy, kteří absolvovali zemědělské školení před emigrací do Izraele.

## Památky
- Hrad- hlavní turistická atrakce, z větší čáti tvoří prohlídkový okruh muzea, s obnovenou expozicí z roku 2017.
- Evangelický luteránský pozdně barokní kostel sv. Cecílie (z let 1750-1751) na místě středověkého chrámu, z něhož pochází sousoší Kalvárie, od řezbáře z okruhu Veita Stosse: Krucifix kolem roku 1500, doprovodně figury jsou starší
- Středověké kostely se dochovaly v Roßendorfu, Zautendorfu a v Seckendorfu
- Rozhledna zvaná Bleistift (Tužka - podle tvaru) z roku 1893, výška 25 metrů
- Železniční nádraží z roku 1894
- Obec má dvě desítky dobře dochovaných selských hrázděných domů či statků, některé jsou adaptovány na restaurace (Bauhof, bývalá kovárna Zur alten Schmiede)

## Slavní rodáci
- Johann Georg Pisendel (1687–1755) německý houslista a skladatel období vrcholného baroka.

### Galerie

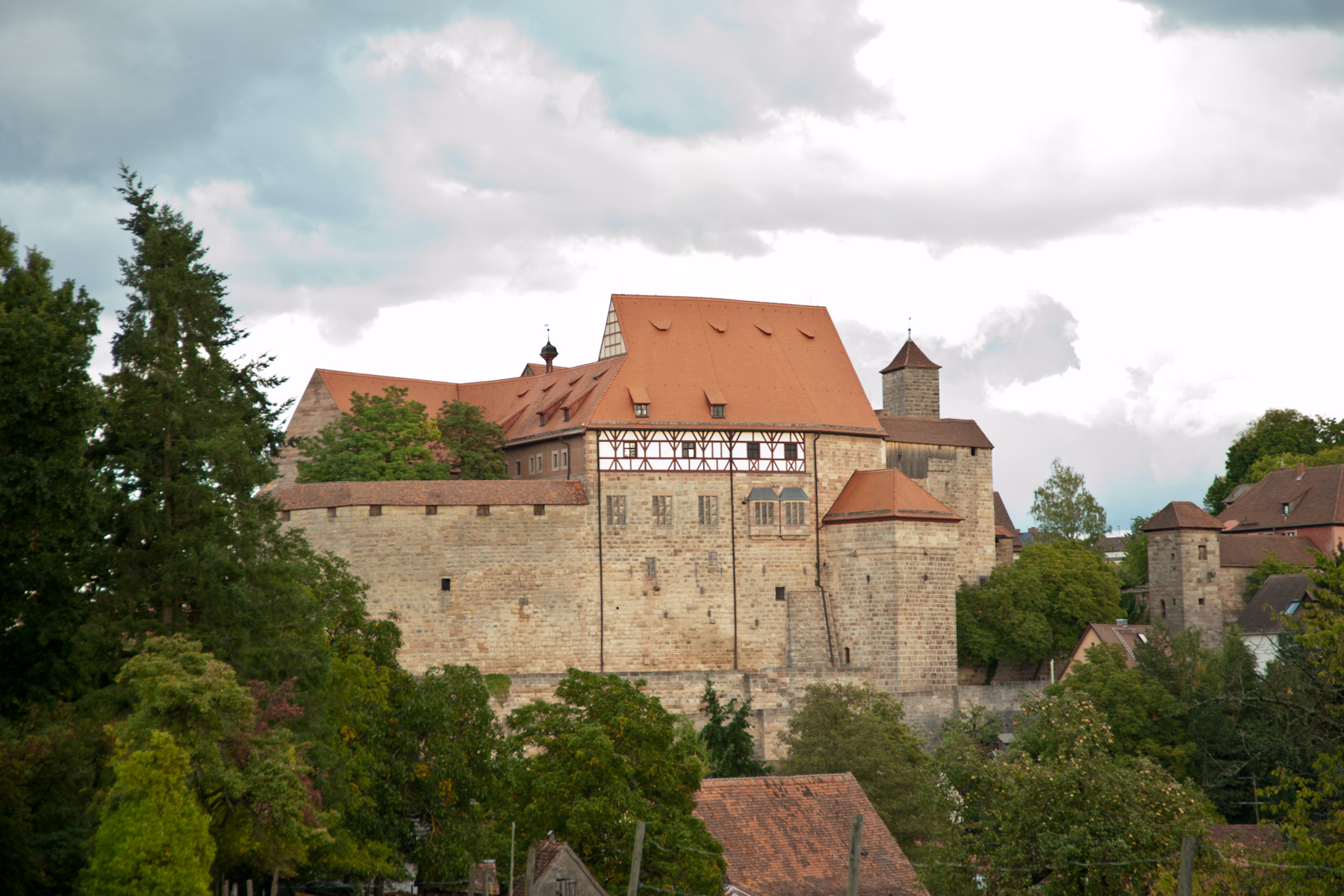
Hrad od západu
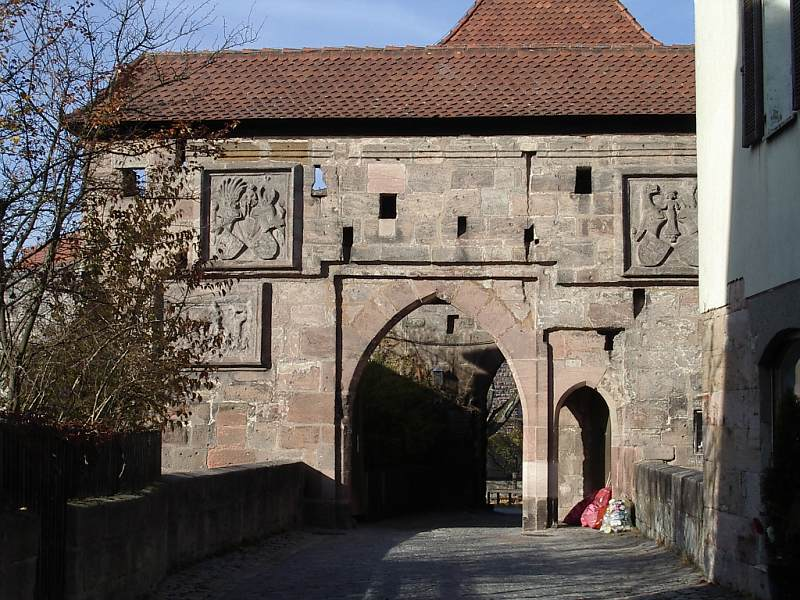
Hrad, první brána
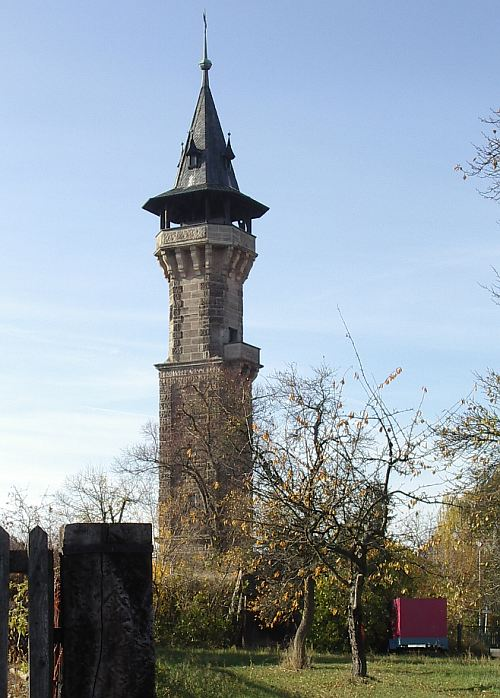
Rozhledna
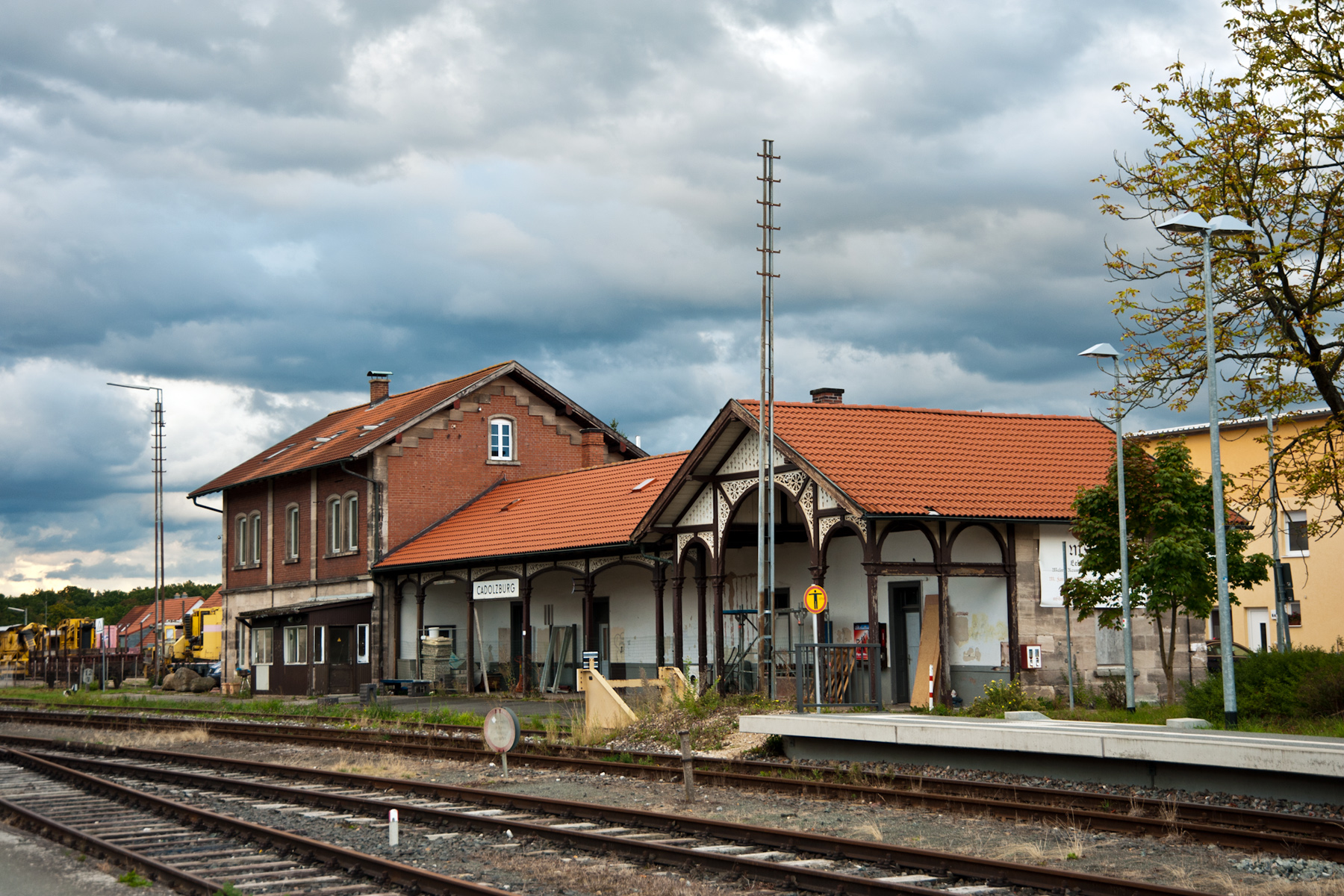
Nádraží
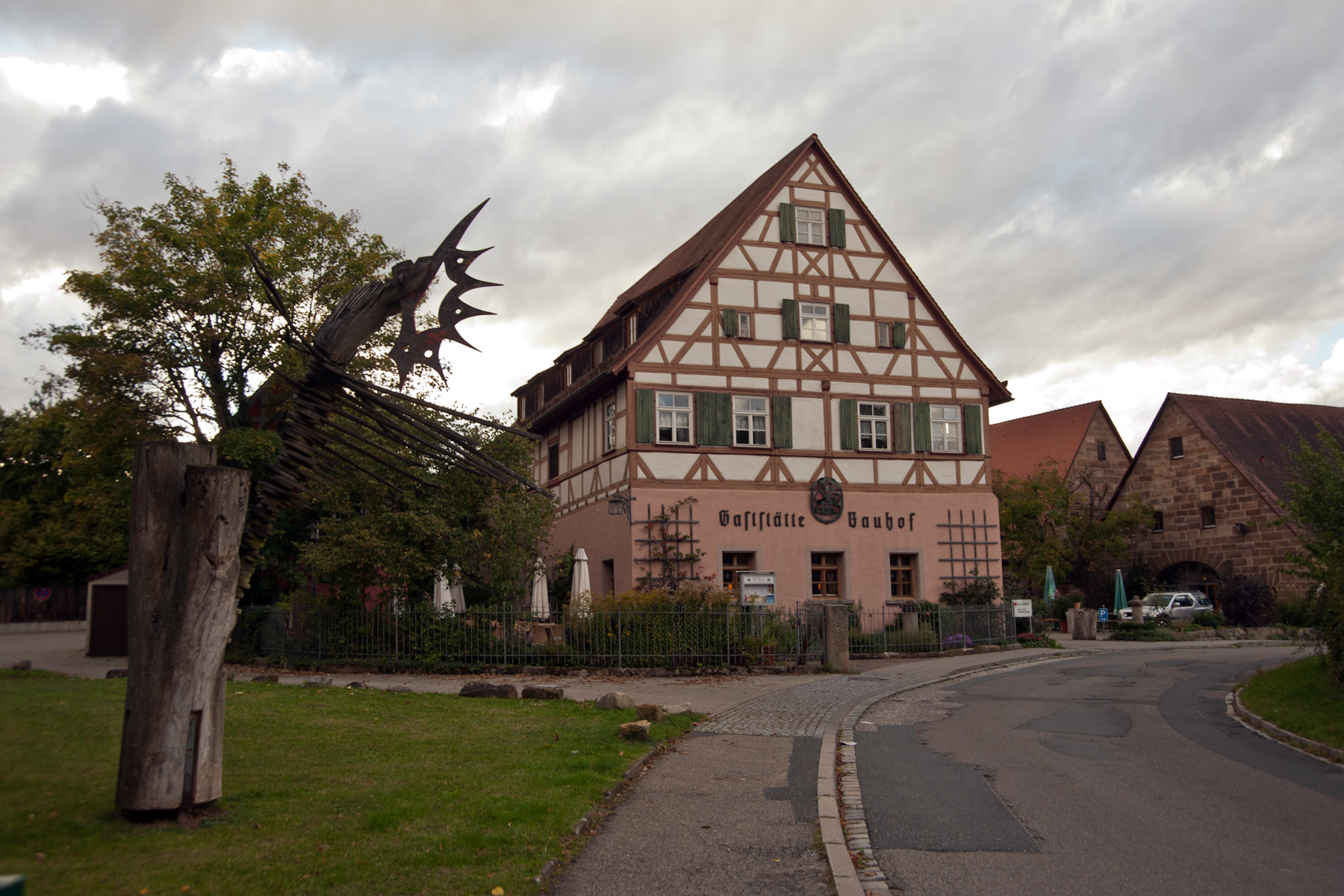
Dvůr Bauhof

## Partnerská města
- Le Palais-sur-Vienne, (Francie)
- Mauterndorf, (Rakousko)
- Ultimo (Ulten), (Itálie)